# Sycetta sagitta
Sycetta sagitta är en svampdjursart som beskrevs av de Laubenfels 1942. Sycetta sagitta ingår i släktet Sycetta och familjen Sycettidae.
Artens utbredningsområde är havet utanför Kanada. Inga underarter finns listade i Catalogue of Life.